# 디테오
디테오(D.Theo, 본명: 이성수, 1981년 6월 23일 ~ )는 대한민국의 래퍼이다. 괴거 브라운 후드의 멤버였으며 현재 솔로로, 또 다양한 프로젝트 팀으로 활동하였다. 레이블은 없으며, 78 블락스와 라스트 포엣츠 애비뉴 등의 크루에 속해있다. 현재는 소울다이브의 멤버로써 활동하고 있다. 2013년까지 스탠다트 소속이었다.

## 학력
- 가톨릭대학교 경제학과

## 바이오그래피

### 데뷔부터 브라운 후드
디테오(본명: 이성수) 1981년 6월 23일 대한민국 서울특별시에서 태어난 디테오는 힙합에 빠져들게 되었다. 그러던 중 중학교, 고등학교 동창인 지토와 고등학교 때 한국의 언더그라운드 씬의 존재를 알게 되었고, 이후 PC통신의 흑인 음악 동호회에 가입, 거기서 마음 맞는 이들과 MWC (Most Wanted)라는 팀을 결성해 2001년 클럽 슬러거에서 데뷔를 하였다. 이 팀은 곧 멤버들의 군입대 문제로 해체되었고, 지토, 디테오는 대학 입시를 위해서 잠시 활동을 쉬었다. 대학 진학 후 지토는 디테오와 DJ 진, DJ TAI 이렇게 4명이 뭉쳐 POP라는 팀을 만들었고, 이 시기에 클럽 정글에서 공연하면서 알게 된 mo'REAL의 첫 번째 EP에 "한노"라는 이름으로 참여하여 자신의 목소리를 처음 남겼다. 이후 멤버 재정비를 거쳐 POP는 브라운 후드로 발전하였다.

### 짧은 솔로, 그리고 소울다이브
지토와 디테오가 입대한 관계로 주역이 되어 브라운후드를 이끌던 그는, 잠시 2nd Round 크루에 들어갔었으나 음악적 견해차 때문에 크루에서 나오게 되었다. 그리고 이후 제대한 지토, 디테오와 DJ 진, 합류하여 브라운 후드로써의 활동을 더욱 열심히 하였다. 브라운 후드는 2008년 1월에 해체하게 되고, 이즈음해서 지토는 마이노스, 키비 앨범의 피쳐링 참여 등을 비롯하여 여러 프로젝트를 준비하고 활동하게 되었다.

### 소울다이브
2009년 힙플라디오 방송 Chocolate Sounds를 통해 넋업산, 디테오, 지토와 함께 소울다이브라는 팀을 조직했음을 발표되었으며, 넋업산은 이 팀이 프로젝트 팀이 아니라 죽을 때까지 할 팀일 것이라고 말하였다. 더불어 다음날 소울다이브첫 발표물은 8~9월 중순에 나타날 것이라는 기사가 올라왔다. 소울다이브앨범은 9월에 나왔다. 이후 소울다이브의 활동은 꾸준히 이어졌다.
2013년 6월에는 두 번째 시즌으로 방영되는 힙합 오디션 프로그램 《SHOW ME THE MONEY》에 소울다이브 멤버로써 MC 메타 크루의 일원으로 심사위원의 자격으로 참여했다.

## 논란
디테오와 송지선 사이에서 트위터와 미니홈피 등을 통해 설전이 있었고, 이 과정에서 디테오가 故송지선에 대해 폭로하는 노래를 공개하는 추측이 생기면서 이에 대한 논란이 있었다. 이에 대해 디테오 측은 소속사를 통해 동료가수의 트위터 홍보글을 인용하는 과정에서 생긴 오해라고 밝혔다.

## 이름
- D.Theo는 "이전의"라는 뜻의 접두사, 예명으로 Prestar를 변형한 단어를 결합한 것으로, 스타 이전의 초심을 잃지 말자는 뜻에서 지었다.

## 같이 보기
- 소울다이브
- 브라운 후드
- 송지선